# Tarachina raphidioides
Tarachina raphidioides är en bönsyrseart som beskrevs av Werner 1907. Tarachina raphidioides ingår i släktet Tarachina och familjen Iridopterygidae. Inga underarter finns listade i Catalogue of Life.